# Theretra turneri
Theretra turneri es una polilla de la familia Sphingidae. 

Vuela n'Queensland, Australia.
Su envergadura es de aproximadamente 60 mm. Los adultos tienen ligeros tonos marrones en sus alas delanteras con numerosas marcas de marrón oscuro. Tiene color marrón claro en sus alas traseras.

## Sinonimia
- Panacra turneri (Lucas, 1891)
- Panacra mira (Swinhoe, 1892)